# Сеака (Калиманешти)
Сеака (рум. Seaca) насеље је у Румунији у округу Валча у општини Калиманешти. Oпштина се налази на надморској висини од 259 m.

## Становништво
Према подацима из 2002. године у насељу је живело 324 становника, од којих су сви румунске националности.